# James Morrison (zanger)
James Morrison, geboren als James Morrison Catchpole (Rugby, Warwickshire, 13 augustus 1984) is een Engels zanger en songwriter. In 2006 scoorde hij een grote hit met zijn eerste single You Give Me Something. Zijn debuutalbum Undiscovered was tevens een groot succes.

## Biografie
Op 13-jarige leeftijd begon Morrison gitaar te spelen nadat zijn oom hem had laten zien hoe je een bluesriff speelt. Nadat hij jaren nummers van andere artiesten speelde, begon Morrison uiteindelijk zelf liedjes te schrijven. In 2005 tekende hij een platencontract bij Polydor en trad hij als support-act op tijdens een tour van zangeres Corinne Bailey Rae. You give me something werd als eerste single uitgebracht op 16 juli 2006 in Engeland en behaalde daar de vijfde plaats in de hitlijsten.
Morrisons debuutalbum Undiscovered verscheen op 31 juli en wist één week na de release nieuw binnen te komen op de eerste plaats van de Britse albumhitlijst. In Nederland lag de single You give me something vanaf 1 september in de winkels. Wegens veel airplay op radio en televisie groeide het nummer ook in Nederland uit tot een groot succes, met een tweede plek als hoogste positie in de hitlijsten. Voor promotie zou de zanger optreden tijdens de TMF Awards op 13 oktober in de Heineken Music Hall, Amsterdam. Hij moest uiteindelijk verstek laten gaan wegens ziekte. Wel gaf hij op 20 november 2006 een concert in de Melkweg, Amsterdam. Het concert was binnen enkele dagen uitverkocht. In diezelfde periode verscheen Morrisons tweede single Wonderful world. Zowel in Engeland als in Nederland bereikte het nummer de achtste plaats in de charts. Op 8 februari gaf Morrison voor de tweede maal een optreden in Nederland, in de Heineken Music Hall, Amsterdam.
De derde single van het album werd The pieces don't fit anymore. Zowel dit nummer als de vierde single Undiscovered werden geen grote hits in zowel Engeland en Nederland. Op 27 juni 2007 gaf Morrison een concert in de Westergasfabriek te Amsterdam. In diezelfde periode nam Morrison voor You give me something een geheel nieuwe videoclip op, ter ere van de Amerikaanse release van de single. Het album was vanaf maart te koop in de Verenigde Staten. Hoewel de single geen notering behaalde in de Billboard hitlijsten, behaalde het album wel de 24ste plaats.
Morrisons tweede studioalbum, met de naam Songs for you, truths for me, werd uitgebracht op 29 september 2008. De eerste single hiervan, You make it real, verscheen op 22 september 2008. Als tweede single verscheen Broken strings, een duet met Nelly Furtado. Het duet werd Morrisons grootste hit in de Nederlandse Top 40. Op 14 januari 2009 gaf Morrison opnieuw een concert in de Heineken Music Hall ter promotie van zijn nieuwe album. De derde single, Please don't stop the rain, werd wederom een hit. Op 18 oktober 2009 stond Morrison in een uitverkocht Paradiso.
In 2010 maakte Morrison bekend dat hij aan het werken was aan zijn derde studioalbum. In een interview uit juni 2010 vertelde hij dat hij te veel ballads had gezongen. Hij wilde iets dieper gaan met z’n teksten. Hij vond dat hij nog niet genoeg zelfvertrouwen had om het helemaal alleen te schrijven, maar dat dit wel zijn doel is. Hij bleef zichzelf overtuigen dat hij niet goed genoeg was en dat er genoeg goede zangers waren, maar dat het schrijven van de nummers het verschil maakt. Hij hoorde op een gegeven moment vaak andere mensen zeggen dat ze een soort "James Morrison-refreintje" wilden, maar dat vond hij verschrikkelijk. Daarom is hij bij dit album helemaal van voor af aan begonnen en heeft hij net gedaan of dit zijn eerste album is. Morrison heeft voor het album samengewerkt met onder andere Kara Dioguardi en Toby Gad.
Het album kreeg de titel The awakening en werd uitgebracht op 26 september 2011. De eerste single hiervan was I won’t let you go. In Nederland scoorde Morrison zijn vijfde top 10-hit met het nummer Slave to the music. Het nummer Up, een duet met Jessie J, verscheen ook op single. Het nummer In my dreams schreef hij naar aanleiding van het overlijden van zijn vader, die leed aan een alcoholverslaving en depressiviteit.
Morrison toerde ruim 1,5 jaar met zijn derde cd The awakening. Op vrijdag 16 maart 2012 stond de muzikant in een uitverkochte HMH, en ook was hij te zien op Pinkpop 2012.
In 2015 verscheen zijn vierde album Higher than here en in 2019 zijn vijfde album You're stronger than you know. Beide albums boekten minder succes dan zijn eerdere werk. Met het nummer Demons scoorde hij in 2015 nog wel een hit in de Nederlandse Top 40.

## Privé
Morrison had sinds 2006 een vriendin met wie hij twee dochters kreeg. Op 5 januari 2024 pleegde zijn partner zelfmoord.

## Discografie

### Albums
| Album met eventuele hitnotering(en) in de Nederlandse Album Top 100 | Datum van verschijnen | Datum van binnenkomst | Hoogste positie | Aantal weken | Opmerkingen |
| ------------------------------------------------------------------- | --------------------- | --------------------- | --------------- | ------------ | ----------- |
| Undiscovered                                                        | 2006                  | 23-09-2006            | 5               | 65           |             |
| Songs for You, Truths for Me                                        | 26-09-2008            | 04-10-2008            | 11              | 61           |             |
| The Awakening                                                       | 26-09-2011            | 01-10-2011            | 7               | 41           |             |
| Higher than Here                                                    | 30-10-2015            | 07-11-2015            | 15              | 4            |             |
| You're Stronger than You Know                                       | 08-03-2019            | 16-03-2019            | 58              | 1            |             |

| Album met hitnotering(en) in de Vlaamse Ultratop 200 albums | Datum van verschijnen | Datum van binnenkomst | Hoogste positie | Aantal weken | Opmerkingen |
| ----------------------------------------------------------- | --------------------- | --------------------- | --------------- | ------------ | ----------- |
| Undiscovered                                                | 2006                  | 28-10-2006            | 28              | 39           |             |
| Songs for You, Truths for Me                                | 2008                  | 04-10-2008            | 27              | 20           |             |
| The Awakening                                               | 2011                  | 01-10-2011            | 21              | 21           |             |
| Higher than Here                                            | 2015                  | 07-11-2015            | 78              | 5            |             |
| You're Stronger than You Know                               | 2019                  | 16-03-2019            | 164             | 1            |             |

### Singles
| Single met eventuele hitnotering(en) in de Nederlandse Top 40 | Datum van verschijnen | Datum van binnenkomst | Hoogste positie | Aantal weken | Opmerkingen                                                  |
| ------------------------------------------------------------- | --------------------- | --------------------- | --------------- | ------------ | ------------------------------------------------------------ |
| You Give Me Something                                         | 28-08-2006            | 16-09-2006            | 2               | 15           | Nr. 3 in de Single Top 100 / Alarmschijf                     |
| Wonderful World                                               | 08-12-2006            | 09-12-2006            | 8               | 16           | Nr. 18 in de Single Top 100 / Alarmschijf                    |
| The Pieces Don't Fit Anymore                                  | 19-03-2007            | 07-04-2007            | 30              | 6            | Nr. 33 in de Single Top 100                                  |
| Undiscovered                                                  | 06-2007               | 18-08-2007            | 30              | 5            |                                                              |
| You Make It Real                                              | 2008                  | 20-09-2008            | 18              | 10           | Nr. 41 in de Single Top 100 / Alarmschijf                    |
| Broken Strings                                                | 2008                  | 20-12-2008            | 5               | 21           | met Nelly Furtado / Nr. 7 in de Single Top 100 / Alarmschijf |
| Please Don't Stop the Rain                                    | 2009                  | 16-05-2009            | 20              | 8            |                                                              |
| Nothing Ever Hurt like You                                    | 2009                  | 12-09-2009            | 9               | 14           | Nr. 37 in de Single Top 100                                  |
| Get to You                                                    | 2010                  | 27-02-2010            | 25              | 6            |                                                              |
| Slave to the Music                                            | 2011                  | 20-08-2011            | 10              | 15           | Nr. 9 in de Single Top 100                                   |
| Up                                                            | 07-11-2011            | 26-11-2011            | tip3            | -            | met Jessie J / Nr. 70 in de Single Top 100                   |
| I Won't Let You Go                                            | 29-08-2011            | 25-02-2012            | tip15           | -            |                                                              |
| Beautiful Life                                                | 2012                  | 19-05-2012            | tip2            | -            |                                                              |
| Demons                                                        | 2015                  | 03-10-2015            | 29              | 4            | Alarmschijf                                                  |
| Stay Like This                                                | 2015                  | 14-11-2015            | tip14           | -            |                                                              |

| Single met hitnotering(en) in de Vlaamse Ultratop 50 | Datum van verschijnen | Datum van binnenkomst | Hoogste positie | Aantal weken | Opmerkingen                                    |
| ---------------------------------------------------- | --------------------- | --------------------- | --------------- | ------------ | ---------------------------------------------- |
| You Give Me Something                                | 2006                  | 18-11-2006            | 7               | 24           | Nr. 1 in de Radio 2 Top 30                     |
| Wonderful World                                      | 2007                  | 24-03-2007            | 40              | 6            | Nr. 14 in de Radio 2 Top 30                    |
| Undiscovered                                         | 2007                  | 28-07-2007            | tip18           | -            |                                                |
| You Make It Real                                     | 2008                  | 04-10-2008            | tip16           | -            |                                                |
| Broken Strings                                       | 2008                  | 24-01-2009            | 12              | 18           | met Nelly Furtado / Nr. 7 in de Radio 2 Top 30 |
| I Won't Let You Go                                   | 2011                  | 01-10-2011            | 36              | 8            |                                                |
| Up                                                   | 2011                  | 03-12-2011            | tip4            | -            | met Jessie J                                   |
| Slave to the Music                                   | 2011                  | 11-02-2012            | tip7            | -            | Nr. 23 in de Radio 2 Top 30                    |
| One Life                                             | 23-04-2012            | 12-05-2012            | tip74           | -            |                                                |
| Demons                                               | 2015                  | 19-09-2015            | tip9            | -            |                                                |
| Stay like This                                       | 2015                  | 28-11-2015            | tip59           | -            |                                                |
| I Need You Tonight                                   | 2016                  | 12-03-2016            | tip10           | -            |                                                |
| My Love Goes On                                      | 2019                  | 02-02-2019            | tip28           | -            | met Joss Stone                                 |

### NPO Radio 2 Top 2000
| Nummers met noteringen in de NPO Radio 2 Top 2000 | '07 | '08 | '09  | '10  | '11  | '12  | '13  | '14 | '15  |
| ------------------------------------------------- | --- | --- | ---- | ---- | ---- | ---- | ---- | --- | ---- |
| Broken Strings (met Nelly Furtado)                | ×   | -   | 1652 | 1959 | 1641 | 1601 | 1942 | -   | -    |
| Slave to the Music                                | ×   | ×   | ×    | ×    | -    | 1338 | 1733 | -   | 1977 |
| Wonderful World                                   | -   | -   | 1234 | 1839 | 1544 | 1758 | -    | -   | -    |
| You Give Me Something                             | 879 | -   | 1375 | 1599 | 1396 | 1396 | 1854 | -   | -    |

1. ↑  Een '-' betekent dat het nummer niet was genoteerd, een '×' betekent dat het nummer nog niet was uitgebracht en een vetgedrukt getal geeft de hoogste notering van een nummer aan.
2. ↑  2007 was het eerste jaar met een notering voor James Morrison.
3. ↑  Deze tabel is bijgewerkt tot en met de laatste editie (2024).